# مزرعة حميد أباد (بهمن)
مزرعة حميد أباد (بالفارسية: مزرعه حمیداباد) هي منطقة سكنية تقع في إيران في البلدة المركزية.